# René Filhol
René Filhol, né le 29 septembre 1898 à Fumel et mort le 17 février 2004 à Agen, est un résistant à l'occupation allemande, actif dans le Sud-Ouest de la France.

## Biographie
Instituteur, René Filhol est membre du Parti communiste français depuis le congrès de Tours en 1920. Il est candidat de ce parti au conseil général dans le canton de Monflanquin en octobre 1937. 
Suspendu de ses fonctions d'enseignant en 1940, révoqué l'année suivante, il met sur pied le Front national de Libération dans le Lot-et-Garonne en mai 1941.
Arrêté en 1942 après avoir organisé une manifestation le 14 juillet à Agen, il est interné à Toulouse puis à Eysses, où il participe à l’insurrection de la centrale le 19 février 1944. Il est déporté à Dachau par le convoi du 2 juillet 1944, appelé « train de la mort ». Transféré au camp annexe d'Allach, il est libéré le 30 avril 1945.
À son retour de déportation, il reprend son métier d’enseignant et contribue à faire vivre le souvenir de la Résistance et « l’esprit d’Eysses » : il crée l’association des déportés et internés du Lot-et-Garonne et contribue à la création du Musée départemental de la résistance et de la déportation (inauguré à Agen en 1984).
René Filhol livre son témoignage sur l'insurrection de la centrale d'Eysses dans le film Milice, film noir, documentaire d'Alain Ferrari (1997).
René Filhol était marié avec Marguerite Ardaillou. Résistante également, celle-ci est arrêtée en mai 1943. Elle est déportée à Ravensbrück le 4 juillet 1944 et meurt en captivité à  Neubrandenbourg le 2 avril 1945.